# Malz
Malz è una frazione della città tedesca di Oranienburg, nel Land del Brandeburgo.